# Gränna
Gränna – miejscowość w Szwecji w gminie Jönköping. Położona na wschodnim brzegu jeziora Wetter, na wysokości wyspy Visingsö, z którą ma stałe połączenie promowe. W pobliżu przebiega trasa europejska E4.
Według danych Szwedzkiego Urzędu Statystycznego liczba ludności wyniosła: 2726 (31 grudnia 2015), 2662 (31 grudnia 2018) i 2684 (31 grudnia 2019).

## Historia
Miasto założył hrabia Per Brahe młodszy w 1652 r. Nosiło wówczas nazwę Brahe-Grenna. W 1862 r. otrzymało status gminy. Prawa miejskie utraciło w wyniku reformy administracyjnej w 1971 r. Obecnie stanowi rejon gminy Jönköping o nazwie Gränna-Visingsö, zarządzany przez 11 radnych.
Lokalnym specjałem kulinarnym są cukierki polkagris.

## Przypisy

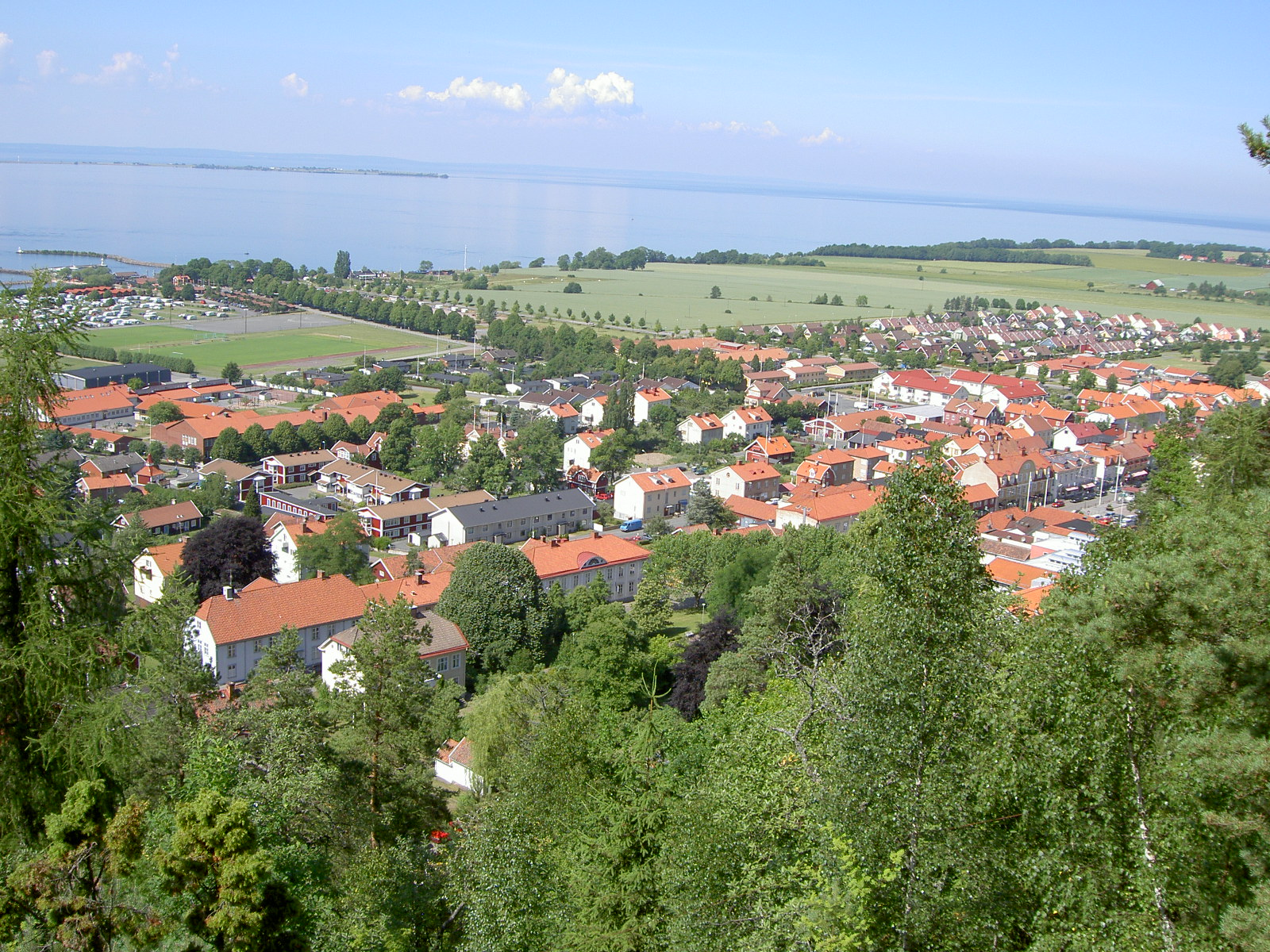
Gränna